# Abba Naor

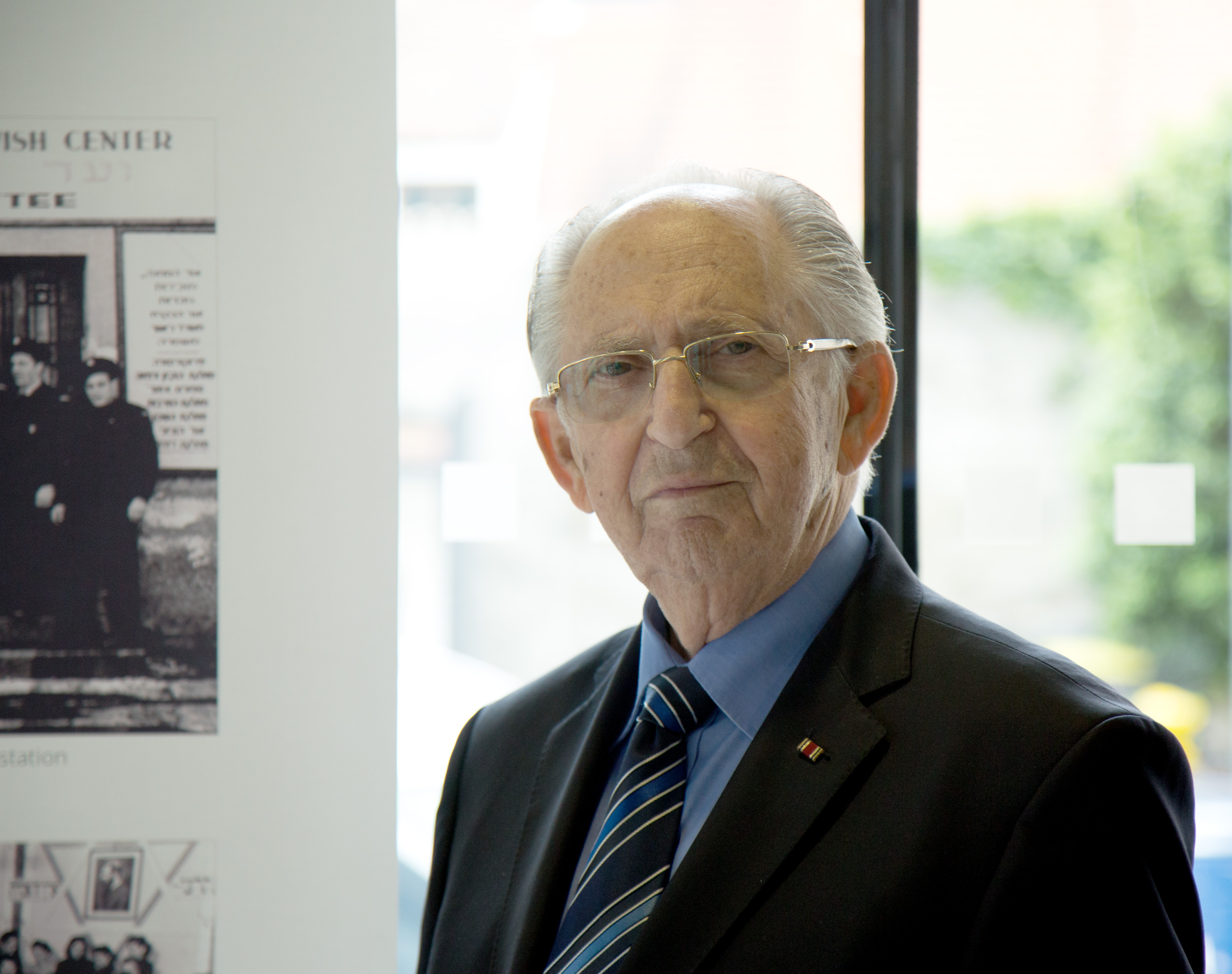
Abba Naor in 2018

Abba Naor (Kovno, 22 maart 1928) is een voormalig Israëlisch geheim agent en overlevende van de Holocaust.

## Levensloop
Naor werd geboren in Kovno (het huidige Kaunas), de tweede stad van de Republiek Litouwen. Op dertienjarige leeftijd werd Naor met zijn familie gedeporteerd naar het Getto van Kovno. Hij werd daarna getransporteerd naar het concentratiekamp Stutthof en een subkamp van het concentratiekamp Dachau. In deze kampen heeft hij zware arbeid moeten verrichten, totdat hij in het voorjaar van 1945 verplicht de dodenmars naar het subkamp Kaufering V in Utting am Ammersee heeft moeten verrichten. In Waakirchen werd hij bevrijd door het Amerikaanse leger. Na de Tweede Wereldoorlog emigreerde hij naar Israël. Hij woont afwisselend in Rehovot en München. Naor heeft twee kinderen, vijf kleinkinderen en tien achterkleinkinderen.
Sinds de jaren negentig houdt Naor zich bezig met het onderwijzen over de Holocaust. Zo is hij een actief mede-initiatiefnemer van internationale schooluitwisselingen tussen Duitse en Israëlische kinderen en organiseert hij regelmatig herdenkingsreizen voor overlevenden van concentratiekampen.
In 2014 werd zijn autobiografie gepubliceerd. Daarin doet hij ook verslag over zijn tijd als agent van de Sjien Beet en Mossad en ook over de redding van de Beta Israël uit Ethiopië.

## Onderscheidingen
- 2009: Orde van Verdienste van de Bondsrepubliek Duitsland[1]
- 2018: Beierse Orde van Verdienste[2]

- Gemeinsame Normdatei: 13766267X
- International Standard Name Identifier: 0000 0000 5776 9065
- Library of Congress Control Number: n2014037989
- Nationale Bibliotheek van Tsjechië: zmp20221144668
- Nationale Bibliotheek van Israël: 987007572446005171
- Virtual International Authority File: 81824705
- WorldCat: E39PBJp9qCcrgw83MDY3DqV6Kd